# سام كرونين
سام كرونين (بالإنجليزية: Sam Cronin)‏ (12 ديسمبر 1986 بأتلانتا في الولايات المتحدة - ) هو لاعب كرة قدم أمريكي في مركز الوسط. شارك مع منتخب الولايات المتحدة لكرة القدم. أما مع النوادي، فقد لعب مع سان خوسيه إيرثكويكس وكولورادو رابيدز ونادي تورونتو وSalem City FC ‏.

## مسيرته الكروية
لعب سام كرونين خلال مسيرته الاحترافية مع 5 أندية في ستة عشر موسمًا وسجل خلالها 17 هدفًا ضمن 292 مباراة. ولم يفز بأي موسم بالكأس أو بالدوري.
خاض سام كرونين مسيرته مع Salem City FC ‏ في موسم 2005 ليلعب معه أربعة مواسم، مشاركًا في 39 مباراة سجل خلالها 9 أهداف. ثم انتقل إلى نادي تورونتو في عامي 2009-2011 ولمدة موسمين، حيث شارك في 33 مباراة سجل خلالها هدفًا واحدًا. لينتقل بعدها إلى نادي سان خوزيه إيرث كويكس في موسم 2010 ليلعب معه خمسة مواسم، مشاركًا في 140 مباراة سجل خلالها 5 أهداف. ثم انتقل إلى نادي كولورادو رابيدز في موسم 2015 واستمر معه طيلة ثلاثة مواسم، مشاركًا في 62 مباراة سجل خلالها هدفين. هذا وانتقل لاحقًا إلى مينيسوتا يونايتد في عامي 2017-2019 ولمدة موسمين، مشاركًا في 18 مباراة ولم يسجل أي هدف.

## وصلات خارجية
- سام كرونين على موقع الدوري الأمريكي (الإنجليزية)
- سام كرونين على موقع قاعدة بيانات كرة القدم.إي يو (الإنجليزية)
- سام كرونين على موقع ناشيونال فوتبول تيمز (الإنجليزية)
- سام كرونين على موقع Soccerway.com (الإنجليزية)
- سام كرونين على موقع عالم كرة القدم.نت (الإنجليزية)
- سام كرونين على موقع AS.com (الإسبانية)